# Атланты (песня)
|  | «Атла́нты» — песня Александра Городницкого, написанная в 1963 году. Многими «Атланты» считаются неофициальным гимном Санкт-Петербурга. В 2018 году песня «Атланты» стала официальным гимном Эрмитажа: 30 октября состоялась церемония подписания соглашения между Государственным Эрмитажем и Александром Городницким об использовании песни «Атланты» в качестве гимна музея. Многие годы авторские концерты Городницкого в Ленинграде — Санкт-Петербурге обычно заканчиваются этой песней, исполняемой вместе с залом. Название «Атланты» получили два сборника Городницкого — его первый сборник 1967 года и сборник песен 2005 года — и первая изданная в СССР пластинка его песен («Мелодия», 1987 год), а книга воспоминаний в серии «Мой XX век» названа по одной из строчек — «И жить ещё надежде…» | Атланты Когда на сердце тяжесть И холодно в груди, К ступеням Эрмитажа Ты в сумерки приди, Где без питья и хлеба, Забытые в веках, Атланты держат небо На каменных руках. … И жить ещё надежде До той поры, пока Атланты небо держат На каменных руках. |

## История
Историю создания песни Городницкий описывает так:

Я написал стихи, которые мне не понравились. Я даже хотел их выкинуть. Потом я через неделю примерно начал придумывать к ним мелодию. И получилась песня.

### Премии
- 1965 — 2-я премия Всесоюзного конкурса на создание лучшей туристской песни (организаторы конкурса — Центральный совет по туризму, Союз композиторов СССР и Союз писателей СССР; 1-я премия не присуждена)[8].
- 1965 — 1-я премия конкурса песни Слёта победителей I Всесоюзного похода по местам боевой славы советского народа в Бресте (в жюри входили композитор Я. Френкель, поэт-песенник М. Танич, маршал И. Конев и др.)[7].
- 1967 — 1-я премия Всесоюзного конкурса на лучшую песню для советской молодежи (организаторы конкурса — ЦК ВЛКСМ, Союз композиторов СССР и Союз писателей СССР). На конкурс песня была послана в записи Виталия Сейнова; как вспоминал Городницкий, он узнал об этом через полгода, вернувшись из экспедиции. Как лауреат конкурса Городницкий был включён в состав делегации на зимних Олимпийских играх 1968 года в Гренобле[7].

## Пародии
На песню «Атланты» написано множество пародий, среди которых:
авторские
- Пародия Юрия Кукина («Когда на сердце тяжесть и плохо в животе, // Спешите к Эрмитажу, пусть даже в темноте…») — см.
- «Студенческая голодная» (стихи Алексея Мокин и Ильи Рыженкова) — см.
- Пародия Сергея Максименко — см.
- «Народ систему держит на каменных руках» (стихи Юрия Лореса)

народные
- «Гимн админов» («Когда на сердце тяжесть и холодно в груди, // К провайдеру в контору ты в сумерках приди…») — см.
- Неофициальный «Гимн МВТУ» («Когда ты поступаешь, чудак, в МВТУ, // Ты сам того не знаешь, что будешь жить в аду…») — см.